# 78-я танковая дивизия
78-я танковая Невельская Краснознамённая дивизия (каз. 78-ші Невель Қызылтулы танк дивизиясы), сокращённо 78-я тд (каз. 78-ші тд) — соединение в составе Сухопутных войск Вооружённых Сил СССР и Сухопутных войск Вооружённых сил Республики Казахстан (11-я тбр — каз. 11-ші тбр).

## Боевой путь в годыВеликой Отечественной войны
Предшественником 78-й тд является 78-я танковая Невельская Краснознамённая бригада (78-я тбр), сформированная в феврале 1942 года.
Была сформирована в период с 17 января по 14 февраля 1942 года в Московском военном округе. На вооружении полка имелось на 10 февраля 1942 года 32 танка, в том числе 10 КВ-1, 22 Т-34.
Сначала во Владимире Ивановской области, а 6 февраля 1942 года передислоцирована в Москву. Готовность бригады достигнута к 28 января 1942 года. Предназначалась для состава 14-го кавалерийского корпуса. 

20 февраля 1942 года после сформирования подчинена 4-й Ударной армии Калининского фронта. 

6 января 1943 года выведена из состава 4-й Ударной армии и подчинена 3-й Ударной армии Калининского фронта в городе Великие Луки.

Осенью 1943 года принимала участие в Невельской наступательной операции. За отличие в боях в ходе этой операции приказом Верховного главнокомандующего 7 сентября 1943 года бригаде было присвоено почётное наименование «Невельской».

4 апреля 1944 года переподчинена 10-й гвардейской армии 2-го Прибалтийского фронта.

10 февраля 1945 года выведена из состава 10-й гвардейской армии и подчинена 42-й армии 2-го Прибалтийского фронта. 

14 февраля 1945 года переподчинена 1-й Ударной армии 2-го Прибалтийского фронта. 

1 марта 1945 года поступила в подчинение 22-й армии 2-го Прибалтийского фронта. 

27 марта 1945 года выведена в резерв Ленинградского фронта.

К окончанию войны 78-я тбр имела следующий состав по штату № 010/500-010/506:
- Штаб
- рота управления
- 1-й отд. танковый батальон
- 2-й отд. танковый батальон
- 3-й отд. танковый батальон
- моторизованный батальон автоматчиков
- зенитно-пулемётная рота
- рота технического обеспечения

## Послевоенная история
30 июня 1945 года 78-я танковая Невельская Краснознамённая бригада переформирована в 78-й танковый Невельский Краснознамённый полк (78-й тп) и включена в состав 12-й механизированной дивизии (12-я мехд), которая была сформирована из 63-й кавалерийской Корсуньской Краснознамённой дивизии.
В феврале 1947 года 78-й тп выводится из состава 12-я мехд и передислоцирована в Таджикскую ССР, где вошёл в состав 201-й стрелковой дивизии.
Летом 1947 года 201-я стрелковая дивизия была переформирована в отдельную 325-ю стрелковую бригаду (325-я сбр).
В 1948 году 325-я сбр была развёрнута в 201-ю горнострелковую дивизию (201-я гсд). В связи с этим переформированием 78-й тп выводится из состава 201-й гсд и 23 августа 1949 года входит в состав вновь сформированной в городе Теджен Туркменской ССР — 15-й танковой дивизии (15-я тд).
К концу 50-х годов 15-я тд сокращена до 78-го отдельного танкового полка (78-й отп).
В 1962 году 78-й отп вновь развёрнут до 15-й тд.
11 января 1965 года — 15-я тд переименовывается в 78-ю тд и вошла в состав 1-го армейского корпуса (1-го АК) со штабом в городе Ашхабад. Кроме 78-й тд в 1-й АК также входила 5-я гвардейская мотострелковая дивизия.
Полное наименование соединения с этого момента: 78-я танковая Невельская Краснознамённая дивизия.
В связи с ухудшением советско-китайских отношений в конце 60-х годов, заново формируется Среднеазиатский военный округ и для нового округа создаются новые соединения.

В 1969 году из состава ТуркВО в САВО отправляются управления 1-го АК и 78-я тд. На базе управления 1-го АК формируется 32-я общевойсковая армия (32-я ОА), которая станет основой сухопутных войск подчинённых САВО.

78-я тд будет передислоцирована в город Аягуз Казахской ССР.
В связи необходимостью создания новой мотострелковой дивизии, из состава 78-й тд в Восточно-Казахстанскую область отправлен 374-й Стрыевский ордена Богдана Хмельницкого мотострелковый полк (до 1957 года — 139-й механизированный полк 15-й танковой дивизии), на базе которого была создана 155-я мотострелковая дивизия.
Взамен убывшего из состава 78-й тд 374-го полка в состав дивизии от 5-й гв. мсд передают 369-й гвардейский мотострелковый полк (369-й гв. мсп). Взамен убывшего 369-го гв. мсп в 5-ю гв. мсд включён 101-й мотострелковый полк, сформированный в ЛенВО на базе 45-й гвардейской мотострелковой дивизии.
Состав 78-й тд к 1987 году:

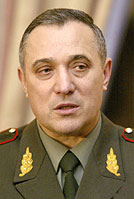
Квашнин Анатолий.
Командир 78-й танковой дивизии
1982—1987

- Управление 78-й тд — в/ч 05325, Аягуз
- 143-й танковый полк — в/ч 01287, Актогай (на Т-62)
- 156-й танковый полк — в/ч 01221, Аягуз (на Т-62)
- 180-й танковый полк — в/ч 10810, Аягуз (на Т-62)
- 369-й гвардейский Пражский ордена Кутузова 2-й степени мотострелковый полк — в/ч 40398, Ушарал и Дружба (на БМП-1) (см. прим.)
- 1030-й самоходный артиллерийский полк — в/ч 10181, Ушарал и (на 2С3 и БМ-21)
- 1144-й зенитный ракетный полк — в/ч 20709, Актогай (на ЗРК «Куб»)
- 345-й отдельный ракетный дивизион — в/ч 67734, Аягуз (на «Луна-М» 9К52)
- 103-й отдельный инженерно-сапёрный батальон — в/ч 30624, Аягуз
- 194-й отдельный батальон связи — в/ч 21106, Аягуз
- 85-й отдельный разведывательный батальон — в/ч 21035, Аягуз
- отдельный ремонтно-восстановительный батальон — в/ч 62983, Аягуз
- отдельный батальон материального обеспечения — в/ч 10984, Аягуз
- 546-й отдельный батальон химической защиты — в/ч 11573, Аягуз
- отдельный автомобильный батальон — в/ч 31431, Аягуз
- отдельный медицинский батальон — в/ч 30697, Актогай
- 248-я батарея управления и артиллерийской разведки — Аягуз
- комендантская рота — Аягуз

Примечание: 1-й мотострелковый батальон 369-го гв. мсп весь советский период, начиная с мая 1969 года, находился в н.п. Дружба на границе с КНР на усилении пограничных частей.

## Соединение в Вооружённых Силах Республики Казахстан

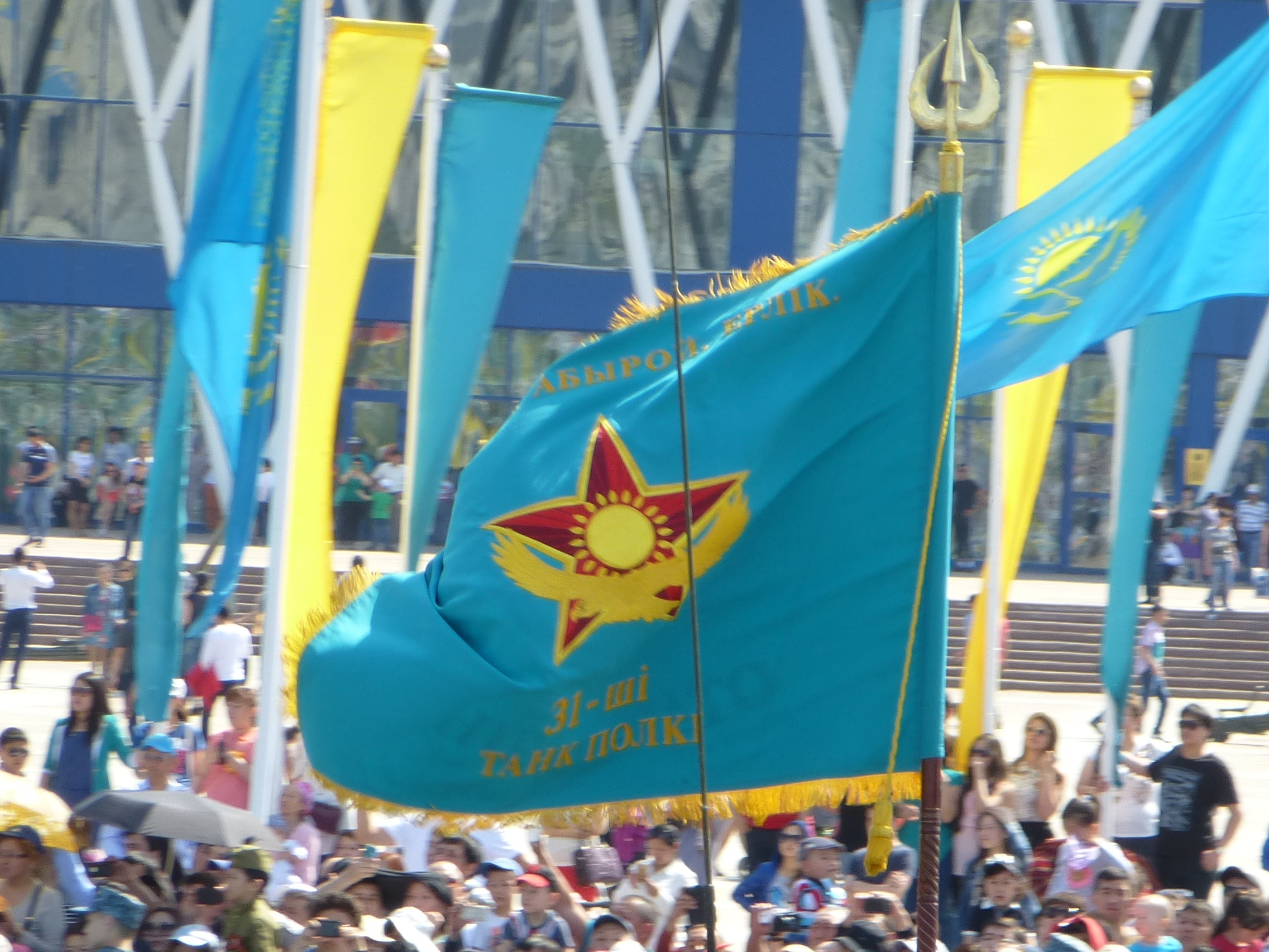
Боевое знамя 31-го танкового полка
Парад в Астане. 7 мая 2015 года

7 мая 1992 года 78-я тд перешла под юрисдикцию Казахстана. 
14 мая 1999 года дивизия переформировывается из 78-й танковой в 3-ю механизированную дивизию. Полное наименование дивизии после переформирования:3-я механизированная Невельская Краснознамённая дивизия. При этом 180-й танковый полк (в/ч 18010) был переименован в 31-й танковый полк.
20 октября 2000 года выходит Постановление Правительства Республики Казахстан № 1576 «О присвоении имён и переименовании организаций образования и культуры, а также воинской части Республики Казахстан» в котором отдельным пунктом прописано, что Невельскому Краснознамённому механизированному соединению (в/ч 05325) присваивается имя Кабанбай батыра.
В связи с переходом Сухопутных войск ВС РК на бригадное формирование, в 2003 году 3-я механизированная дивизия была расформирована.
15 мая 2005 года 31-й танковый полк был переформирован в 11-ю отдельную механизированную бригаду. 
1 декабря 2007 года  11-я отдельная механизированная бригада была переформирована в 11-ю танковую бригаду.
На основе расформированной 78-й танковой дивизии были созданы 3 бригады (в скобках указаны полки-предшественники):
- 3-я отдельная гвардейская Пражская ордена Кутузова 2-й степени механизированная бригада (3-я омехбр — бывший 369-й гв.мсп) — в/ч 40398 Ушарал[9][10]
- 11-я танковая бригада имени Кабанбай-батыра (11-я тбр — бывший 180-й тп и 156-й тп) — в/ч 10810 Аягуз[11][12](см. прим.)
- 34-я артиллерийская бригада (34-я абр — бывший 1030-й самоходный артиллерийский полк) — в/ч 10181, Ушарал

Примечание: 11-я танковая бригада формировалась на основе 180-го тп, в состав которого были включены подразделения расформированного 156-го тп, в результате чего в состав бригады вошли 5 танковых батальонов, 1 мотострелковый батальон, 3 артиллерийских дивизиона и 1-н зенитный ракетно-артиллерийский дивизион. Преемником 78-й тд считается именно 11-я тбр.
Полное название на государственном языке:11-шi Қабанбай батыр атындағы танк бригадасы (11-шi тбр).

## Командиры 78-й дивизии
Неполный список командиров 78-й дивизии:
- Лобанов — до 1973;

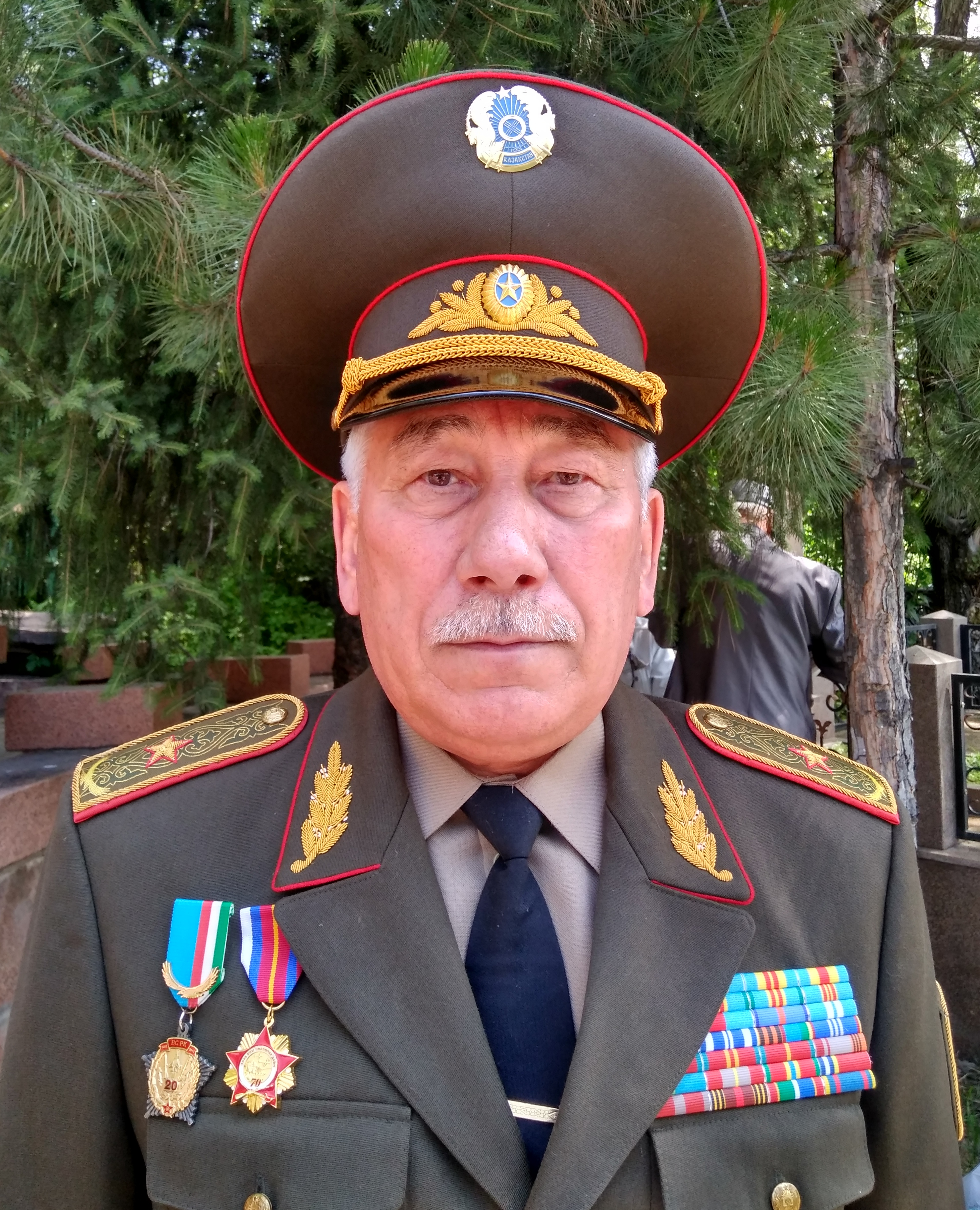
Телегусов Махмут
Командир 78-й танковой дивизии
1997—2000

- Суятинов Алексей Фёдорович — 1973—1974;
- Огородник Сергей Васильевич — 1977—1979;
- Исупов Виктор Васильевич — 1979—1982;
- Квашнин Анатолий Васильевич — 1982—1987;
- Джарбулов, Алихан Бримжанович — 1992—1995;
- Сихимов, Манас Камардинович — 1995—1997;
- Телегусов Махмут Утегенович — 1997—2000.